# Cordia tenuifolia
Cordia tenuifolia är en strävbladig växtart som beskrevs av Antonio Bertoloni. Cordia tenuifolia ingår i släktet Cordia, och familjen strävbladiga växter. Inga underarter finns listade i Catalogue of Life.